# Ulla-Bella
Ulla-Bella är en rollfigur i en serie barnprogram skapade av Ola Ström och Per Dunsö. Ola Ström spelar själv rollen som den hispiga sekreteraren.
Figuren dök upp för första gången sommaren 1985 i TV-programmet Solstollarna. Ulla-Bella är sekreterare till direktör Knegoff. Egentligen är det så att det är direktör Knegoff själv som är Ulla-Bella. När telefonen ringer på kontoret, eller då han tycker att personalen behöver öva så sätter han på sig en röd mössa av modell äggvärmare och ett par röda glasögon och säger något i stil med (vissa variationer förekom, beroende på tillfälle):
| ” | - Jaaaaaaaa, det kan jag, för jag är Ulla-Bella, min sekreterare, och då kan man allt och lite tiiiiilll! | „ |

Enligt upphovsmännen Ola Ström och Per Dunsö så uppfanns karaktären efter att de gjort sin första skiva 1977 men aldrig någonsin fick tala med sitt skivbolags chefer, utan alltid hänvisades till någon sekreterare. Som motdrag hittade de då på sin egen sekreterare som de låtsades att vara då de söktes över telefon. Karaktären utvecklades sedan ytterligare då de under produktionen av Dörren på SVT i Stockholm fick en sminkös som var från Ungern, varifrån även Ulla-Bella skall föreställa komma ifrån.
Ulla-Bella föddes i Ungern den 1 april 1951. Efter avslutad skolgång flyttade hon till Sverige, där hon senare ledde kurser i telefonering hos televerkets kursgård i Hänvisningsstrand. 1985 började hon arbeta på heltid hos direktör Knegoff. .
I Ulla-Bellas arbetsuppgifter ingår de sedvanliga sekreteraruppgifterna såsom att ringa någon. För detta ändamål har Ulla-Bella en ganska säregen bläddringsteknik, och får alltid upp nummer 888888. Då Solstollarna gick i repris fick Ola Ström dubba om Ulla-Bella, så att hon istället för "888888" sa "nummer, nummer, nummer, nummer". Detta sedan telefonbolag fått klagomål på stora mängder felringningar/busringningar till följd av att folk satt hemma och slog galet många åttor på sina telefoner.
Senare har Ola Ström snarare gjort Ulla-Bella till sin egen sekreterare istället för till direktör Knegoffs. Ola Ström har nämligen vid vissa tillfällen förvandlat sig till Ulla-Bella med utgångspunkt från sin normala gestalt istället för direktör Knegoffs.
Ulla-Bella Rap var en osannolik landsplåga i Sverige under början av 1988, som bäst nummer 14 på singellistan.